# Irakleia (Epiro)
Irakleia (in greco Ηράκλεια?) è un ex comune della Grecia nella periferia dell'Epiro (unità periferica di Arta) con 1 979 abitanti secondo i dati del censimento 2001.
È stato soppresso a seguito della riforma amministrativa, detta Programma Callicrate, in vigore dal gennaio 2011 ed è ora compreso nel comune di Georgios Karaïskakis.